# Restio unispicatus
Restio unispicatus är en gräsväxtart som först beskrevs av Hans Peter Linder, och fick sitt nu gällande namn av Hans Peter Linder och C.R.Hardy. Restio unispicatus ingår i släktet Restio och familjen Restionaceae. Inga underarter finns listade i Catalogue of Life.